# Western Province (rugby à XV)
Pour les articles homonymes, voir Western Province.
Maillots
Actualités
Dernière mise à jour : 19 janvier 2010.
La Western Province est une équipe sud-africaine de rugby à XV qui participe chaque année à la Currie Cup, compétition qu’elle a remportée à 32 reprises et dont elle est la doyenne (fondée en 1883). Elle joue avec un maillot cerclé bleu et blanc et évolue au stade de Newlands au Cap. Le club ne doit pas être confondu avec les Stormers qui évoluent dans le United Rugby Championship, auxquels il fournit toutefois l’essentiel de ses joueurs ainsi que les infrastructures (siège, administration, stade) et l’encadrement sportif. Un rapprochement plus fort entre les deux entités est décidé en été 2006, notamment pour des raisons commerciales et publicitaires.

## Histoire
Fondée en 1883, l'équipe de rugby de la Western Province est sans doute la plus prestigieuse du pays. Elle gagne les six premières Currie Cup en 1889, 1892, 1894, 1895, 1897 et 1898. À l’époque, la compétition est disputée à intervalles irréguliers mais la Western Province l'emporte souvent : trois fois dans les années 1900, quatre fois dans les années 1920 et trois nouvelles fois dans les années 1930. En 1939, elle participe à la première finale mais perd (17-6) contre le Transvaal.
Après une nouvelles défaite lors de l'ultime rencontre de la Currie Cup 1946 face au Northern Transvaal, la Western Province remporte sa première finale en 1947 contre le Transvaal. Ils gagnent quatre autres titres jusqu'en 1966 mais restent ensuite treize ans sans victoire finale. Dans les années 1980, la Currie Cup est animée par la rivalité entre la Western Province et le Northern Transvaal (sept finales entre 1979 et 1989, période durant laquelle la WP gagne sept fois). Après une éclipse de huit ans, le trophée revient au Cap en 1997 ; les dernières victoires remontent au doublé réalisé en 2000 et 2001.
En 1998, l'équipe des Stormers est créée pour représenter la région du Cap en Super 12, cette équipe s'appuie sur la Western Province, associée aux Boland Cavaliers et aux Eagles. D'autre part, la Western Province est la province qui a fourni, de très loin, le plus grand nombre de joueurs à l'équipe d'Afrique du Sud : 248 sur 784 en 2007.

## Palmarès

### Currie Cup
| Saison  | Vainqueur                           | Score   | Finaliste           | Stade                            |
| ------- | ----------------------------------- | ------- | ------------------- | -------------------------------- |
| 1889    | Western Province                    | nd      | nd                  | nd                               |
| 1892    | Western Province                    | nd      | nd                  | nd                               |
| 1894    | Western Province                    | nd      | nd                  | nd                               |
| 1895    | Western Province                    | nd      | nd                  | nd                               |
| 1897    | Western Province                    | nd      | nd                  | nd                               |
| 1898    | Western Province                    | nd      | nd                  | nd                               |
| 1904    | Western Province                    | nd      | nd                  | nd                               |
| 1906    | Western Province                    | nd      | nd                  | nd                               |
| 1908    | Western Province                    | nd      | nd                  | nd                               |
| 1914    | Western Province                    | nd      | nd                  | nd                               |
| 1920    | Western Province                    | nd      | nd                  | nd                               |
| 1925    | Western Province                    | nd      | nd                  | nd                               |
| 1927    | Western Province                    | nd      | nd                  | nd                               |
| 1929    | Western Province                    | nd      | nd                  | nd                               |
| 1932    | Border/Western Province             | nd      | nd                  | nd                               |
| 1934    | Border/Western Province             | nd      | nd                  | nd                               |
| 1936    | Western Province                    | nd      | nd                  | nd                               |
| 1939    | Transvaal                           | 17 - 6  | Western Province    | Newlands, Le Cap                 |
| 1946    | Northern Transvaal                  | 11 - 9  | Western Province    | Loftus Versfeld, Pretoria        |
| 1947    | Western Province                    | 16 - 12 | Transvaal           | Newlands, Le Cap                 |
| 1950    | Transvaal                           | 22 - 11 | Western Province    | Ellis Park, Johannesburg         |
| 1954    | Western Province                    | 11 - 8  | Northern Transvaal  | Newlands, Le Cap                 |
| 1957/59 | Western Province                    | nd      | nd                  | nd                               |
| 1969    | Northern Transvaal                  | 28 - 13 | Western Province    | Loftus Versfeld, Pretoria        |
| 1976    | Orange Free State                   | 33 - 16 | Western Province    | Free State Stadium, Bloemfontein |
| 1979    | Western Province                    | 15 - 15 | Northern Transvaal  | Newlands, Le Cap                 |
| 1980    | Northern Transvaal                  | 39 - 9  | Western Province    | Loftus Versfeld, Pretoria        |
| 1982    | Western Province                    | 24 - 7  | Northern Transvaal  | Newlands, Le Cap                 |
| 1983    | Western Province                    | 9 - 3   | Natal Sharks        | Loftus Versfeld, Pretoria        |
| 1984    | Western Province                    | 19 - 9  | Northern Transvaal  | Newlands, Le Cap                 |
| 1985    | Western Province                    | 22 - 15 | Northern Transvaal  | Newlands, Le Cap                 |
| 1986    | Western Province                    | 22 - 9  | Transvaal           | Newlands, Le Cap                 |
| 1988    | Northern Transvaal                  | 19 - 18 | Western Province    | Loftus Versfeld, Pretoria        |
| 1989    | Western Province/Northern Transvaal | 16 - 16 | —                   | Newlands, Le Cap                 |
| 1995    | Natal Sharks                        | 25 - 17 | Western Province    | Kings Park, Durban               |
| 1997    | Western Province                    | 14 - 12 | Free State Cheetahs | Newlands, Le Cap                 |
| 1998    | Blue Bulls                          | 24 - 20 | Western Province    | Loftus Versfeld, Pretoria        |
| 2000    | Western Province                    | 25 - 15 | Natal Sharks        | ABSA Stadium, Durban             |
| 2001    | Western Province                    | 29 - 24 | Natal Sharks        | Newlands, Le Cap                 |
| 2010    | Natal Sharks                        | 30 - 10 | Western Province    | ABSA Stadium, Durban             |
| 2012    | Western province                    | 25 - 18 | Natal Sharks        | ABSA Stadium, Durban             |
| 2013    | Natal Sharks                        | 33 - 19 | Western Province    | Newlands, Le Cap                 |
| 2014    | Western Province                    | 19 - 16 | Transvaal           | Newlands, Le Cap                 |

## Joueurs connus
- Nick Mallett
- Egon Ryan Seconds
- Gio Aplon
- Bryan Habana
- Cheslin Kolbe

## Records

### Records de points dans une saison
- 619 en 1997 (15 matches)

### Record d’essais en une saison
- 84 en 1997 (15 matches)

### Plus large victoire
- 103-9 en 1988 contre l’Eastern Free State

### Record d’essais individuel en carrière
- 51 Carel du Plessis (a aussi joué pour le Transvaal)
- 51 Niel Burger

### Record d’essais individuel en une saison
- 19 Carel du Plessis in 1989

### Record d’essais individuel dans un match
- 5 Justin Swart contre le Northern Free State (1996)
- 5 Breyton Paulse contre les Gauteng Falcons (1997)
- 5 Egon Seconds contre le Griqualand West (2004)

### Record de points individuel en carrière
- 1021 (Calla Scholtz)

### Record de points individuel dans une saison
- 227 Calla Scholtz en 1988 (14 matches)